# José Ruiz (allenatore di pallacanestro)
José Valentín Ruiz (Sahagún, 22 febbraio 1955) è un allenatore di pallacanestro francese.

## Carriera
Ha guidato il Mali ai Giochi olimpici di Pechino 2008.